# Бхатрай, Мон
Мон Бдр Бхатрай (англ. Mon Bdr Bhattrai; 1 декабря 1993) — бутанский футболист, вратарь клуба «Друк Юнайтед». Выступал за национальную сборную Бутана.

## Биография

### Клубная карьера
С 2015 года играет за клуб «Друк Юнайтед», выступающий в чемпионате Бутана.

### Карьера в сборной
В составе национальной сборной Бутана дебютировал в декабре 2011 году на Кубке футбольной федерации Южной Азии, куда его пригласил главный тренер Хироаки Мацуяма. На турнире Бхатрай провёл две игры, против Индии (0:5) и Афганистана (1:8), оба матча завершились поражением его команды. В итоге Бутан занял последнее четвёртое место и покинул соревнование. Больше за сборную Мон Бхатрай не играл.